# How to Survive
How to Survive es un videojuego desarrollado por el estudio francés Eko Software y publicado por 505 Games. Fue lanzado en 2013 para Xbox 360, Microsoft Windows y PlayStation 3; en junio de 2014 para la Nintendo eShop de Wii U; y en 2014 para PlayStation 4 y Xbox One como How to Survive: Storm Warning Edition.

## Jugabilidad
How to Survive se juega desde una perspectiva de arriba hacia abajo. Hay dos modos de juego, historia y desafío, y ambos pueden ser jugados con hasta dos jugadores. El modo desafío coloca al jugador o jugadores en un extremo de la isla, y deben llegar al otro lado, donde los espera su vehículo de escape. La misión del jugador es recolectar materiales, fabricar armas y salir de la isla sin morir. Ni el modo desafío ni el modo historia tienen límite de tiempo, por lo que el jugador puede tomarse todo el tiempo que desee.

## Trama
Los jugadores controlan a uno de tres supervivientes: el equilibrado Kenji, la rápida Abbie o el combatiente Jack, quienes quedan varados en una de las cuatro islas infestadas de zombis que forman un archipiélago. Después de encontrar comida para otro superviviente herido, Andrew (quien ya ha sido mordido por un zombi), el superviviente se encuentra con un anciano de una pierna llamado Ramón, dueño de un barco que puede usarse para viajar entre las islas. Juntos, idean un plan para escapar del archipiélago utilizando un hidroavión varado, con Andrew como piloto. Ramón envía al superviviente a buscar materiales para reparar el avión.
El superviviente pronto se encuentra con Kovac, un hombre misterioso vestido con armadura completa que ha convertido las islas en su propio campo de caza. Autoproclamado maestro en supervivencia, Kovac está utilizando su amplia experiencia en el campo para escribir una guía de supervivencia zombie llamada "Las Reglas de Kovac" y asume gustosamente un papel de mentor, ayudando al superviviente con valiosos consejos y herramientas a lo largo del juego.
Durante la búsqueda, el superviviente conoce a una mujer llamada Carol cuya hija pequeña, Emily, se ha separado de ella. El superviviente localiza a Emily, varada en un acantilado, pero no puede salvarla de caer al mar y ser arrastrada; Carol queda devastada por la noticia. El avión es reparado, pero Ramón se da cuenta de que Andrew no está en condiciones (obviamente) de pilotarlo y envía al superviviente en busca de alguien que pueda hacerlo.
El superviviente se encuentra con una anciana senil llamada Martha, a quien le falta su compañero Enzo (quien resulta ser un gato). Después de recuperar a Enzo, el superviviente se entera de ella sobre un expiloto de avión borracho llamado Sánchez que vive cerca. Sánchez resulta ser un traficante de drogas que perdió toda su carga cuando su avión se estrelló, y el superviviente se ve obligado a recorrer todo el archipiélago en busca de sus paquetes dispersos para asegurar su cooperación.
A lo largo del camino, el superviviente encuentra a Emily con vida, pero prisionera, y la libera, reuniéndola con Carol. La niña afirma que fue tomada prisionera por un hombre extraño cuyo rostro nunca vio; su testimonio, sumado a la acusación de Carol de que el mismo hombre fue responsable de guiar el barco en el que estaba hacia los arrecifes, hace evidente que Kovac no es todo lo que parece después de todo. El superviviente finalmente reúne a Sánchez, Carol y Emily junto al hidroavión reparado. Sánchez quiere irse enseguida, pero el superviviente insiste en que deben buscar a Ramón también. Sin embargo, no lejos del avión, el superviviente es confrontado por Kovac, quien muestra su verdadera naturaleza, afirmando que no quiere que el superviviente se vaya porque aún no han "terminado su entrenamiento". Luego, Kovac le asigna al superviviente un "examen final" atrayendo a una enorme horda de zombis, que deberán ser enfrentados mientras el avión se pone en marcha. Finalmente, después de una batalla agotadora, el superviviente logra escapar de vuelta al avión, que despega mientras Kovac llama a través de un altavoz al superviviente para que "vuelva". 
El juego termina con Kovac causando otro naufragio al guiar un barco por radio, al igual que hizo con el barco del jugador al principio. Luego llama a un cómplice, afirmando que llegó un "nuevo envío de reclutas" y el cómplice responde "Entendido, amigo. Estoy en posición. ¿Listo para otra ronda?" Luego se ve que el cómplice no es otro que el anciano inválido, Ramón.

## Recepción
How to Survive y su edición Storm Warning recibieron críticas "mixtas o promedio" en todas las plataformas, aunque la última edición fue un poco mejor recibida que la primera, según el sitio web de agregación de reseñas Metacritic. En Japón, donde la versión de Xbox 360 fue portada para su lanzamiento el 23 de octubre de 2013, seguida de la versión de PlayStation 3, que fue publicada por Spike Chunsoft bajo el nombre de How to Survive: Zombie Island (en japonés: ゾンビアイランド, romanizado: HOW TO SURVIVE Zonbi Airando) el 4 de marzo de 2014; y la versión de PlayStation 4 (también publicada por Spike Chunsoft bajo el nombre de How to Survive: Zombie Island - Storm Warning Edition (en japonés: HOW TO SURVIVE ゾンビアイランド ストームワーニングエディション, romanizado: HOW TO SURVIVE Zonbi Airando Sutōmu Wāningu Edishon)) el 8 de abril de 2015, la revista Famitsū otorgó a esta última versión de consola una puntuación de 31 de 40.

## Secuela
How To Survive - Third Person Standalone fue anunciado el 4 de junio de 2015. Es un paquete de expansión en el que los jugadores juegan el juego en una perspectiva en tercera persona, en lugar de la perspectiva desde arriba hacia abajo del How to Survive original. Una secuela, How to Survive 2, fue anunciada el 28 de agosto de 2015. Cuenta con gráficos mejorados y un sistema ampliado de base de campamento y elaboración. Está ambientada en Nueva Orleans y se lanzó en acceso anticipado en Steam en octubre de 2015.